# 1198 Atlantis
1198 Atlantis este o planetă minoră (asteroid), cu un diametru de , din Mars-crossing asteroid[*]. A fost descoperită pe 7 septembrie 1931 la Observatorul Königstuhl de Karl Wilhelm Reinmuth și a fost numită după Atlantida. 
Obiectul prezintă o orbită caracterizată de o semiaxă mare de 2,2509896 UAi, o excentricitate de 0,34, o înclinație de 2,72348 ° în raport cu ecliptica.